# Catagramma zyxina
Catagramma zyxina är en fjärilsart som beskrevs av Hans Fruhstorfer 1916. Catagramma zyxina ingår i släktet Catagramma och familjen praktfjärilar. Inga underarter finns listade i Catalogue of Life.